# Paul Chocque
Paul Chocque (Meudon, 14 luglio 1910 – Parigi, 4 settembre 1949) è stato un pistard e ciclista su strada francese.

## Palmarès

### Olimpiadi
- Argento a Los Angeles 1932 nell'inseguimento a squadre.

### Mondiali - Strada
- Bronzo a Roma 1932 nella gara in linea dilettanti.